# Marita Cheng
Marita Cheng, née le 5 mars 1989, est une entrepreuneure informaticienne, fondatrice de Robogals. Elle est nommée Jeune Australienne de l'année en 2012. Elle est la fondatrice et PDG d'Aubot, une start-up dans le domaine de la robotique. Elle co-fonde Aipoly, une application pour aider les personnes aveugles à reconnaître des objets à l'aide de leur téléphone portable. Elle fait partie du top 50 des femmes dans le monde de la technologie 2018 selon Forbes, et a fait partie de la liste Forbes 30 Under 30 en 2016.

## Biographie
Marita Cheng grandit dans un appartement de la commission du logement du Queensland et dans une famille monoparentale par sa mère, nettoyeuse de chambre d'hôtel,.

### Carrière
En 2007, alors qu'elle est encore à l'université, Marita Cheng fonde Nudge, une entreprise qui envoie des rappels par téléphone ou par SMS aux personnes ayant besoin d'aide pour gérer leurs horaires de prises de médicaments. Elle remporte un prix de la meilleure entreprise de premier cycle à l'université de Melbourne, puis recrute des amis afin de concevoir des ateliers servant à enseigner la robotique aux filles. Ces ateliers deviennent Robogals, une association fondée en 2008 dans le but d'encourager les jeunes femmes à faire carrière dans les domaines des STIM. Marita Cheng obtient par la suite un baccalauréat en génie en mécatronique et un baccalauréat en informatique.
En 2011, Marita Cheng reçoit une bourse Churchill, qui lui permet de voyager aux États-Unis, aux Royaume-Uni, en Allemagne et en Jamaïque afin d'approfondir ses connaissances sur les approches internationales de l'enseignement des sciences auprès des jeunes femmes.
En 2011, Marita Cheng reçoit le prix ABIE de l'agent de changement de l'Institut Anita-Borg.
En novembre 2011, Marita Cheng est nommée jeune Australienne victorienne de l'année 2012, puis jeune Australienne de l'année. La même année, elle est lauréate de la catégorie « jeunes leaders » des récompenses Westpac aux 100 femmes d'influences de l'Australian Financial Review.
Marita Cheng voyage en Chine en 2012 dans le cadre du 40e anniversaire des relations diplomatiques Australie-Chine, en tournée à Guangzhou, Shanghai, Nanjing, Tianjin et Pékin.
En 2013, elle crée une start-up de robotique, Aubot.
En 2015, Marita Cheng participe au programme d'« études supérieures en 10 semaines » de la Singularity University, où elle a créé une application utilisant l'intelligence artificielle pour permettre aux personnes malvoyantes de reconnaître des objets,. L'application remporte un prix CES de la meilleure innovation en 2017.
Marita Cheng co-dirige une délégation australienne en Israël de 50 entrepreneurs, représentants de l'industrie et envoyés du gouvernement aux côtés du ministre adjoint de l'Innovation Wyatt Roy en 2015.
Elle co-fonde Aipoly, qui est commercialisée auprès du grand public en janvier 2016. Aipoly est une application pour aider les personnes aveugles à reconnaître des objets à l'aide de leur téléphone portable.
En 2017, Marita Cheng retourne dans son entreprise de robotique, recevant une bourse Myer, et participe au programme Advance Queensland Hot Desq pour lequel elle déménage à Brisbane pendant 6 mois. Elle participe aussi à l'Austrade San Francisco Landing Pad en 2018, ce qui la conduit à San Francisco.
De 2012 à 2018, Marita Cheng siége au conseil d'administration de la Fondation pour les jeunes australiens. Elle aide à décider des investissements auprès de startups aux côtés d'Eddie McGuire en tant que membre du conseil d'administration du fonds d'investissement aux nouvelles entreprises de l'université RMIT (2014-2017) et soutient l'écosystème de démarrage[pas clair] victorien en tant que membre du conseil d'administration du Victorian State Innovation Expert Panel de 2016 à 2018. Elle participe également à la Clinton Health Access Initiative en tant que membre du conseil consultatif sur la technologie de 2016 à 2017.

### Apparitions publiques
Elle apparait en direct à la télévision en tant que panéliste sur les questions-réponses d'ABC, aux côtés des lauréats du prix Nobel Brian P. SchmidtBrian Schmidt, Peter Doherty, Suzanne Cory et du scientifique en chef de l'Australie Ian Chubb, et en 2011, est juge pour l'émission The New Inventors en 2011.
Marita Cheng assiste fréquemment à des événements via le robot Teleport de son entreprise. Elle utilise l'appareil pour rencontrer le prince Harry et la duchesse de Sussex Meghan Markle en 2018, pour apparaître sur un panneau avec le scientifique en chef d'Israël Avi Hasson, et pour donner un discours lors du dîner de gala du 10e anniversaire de Robogals.

## Prix et autres distinctions
- 2012 : Jeune Australienne de l'année[8].
- 2014 : RoboHub 25 femmes en robotique à connaître[30].
- 2014 : prix de la diversité du Global Engineering Deans Council[31],[32].
- 2016 : Forbes 30 Moins de 30 ans[33].
- 2016 : Asia Game Changer Award[34].
- 2017 : Leader de la prochaine génération de l'Association australienne américaine[35].
- 2018 : Top 50 Forbes des femmes dans le monde de la technologie.